# Auhagen
Auhagen er en by og kommune i det nordvestlige Tyskland med knap 1.300 indbyggere (2013)[kilde mangler], i Samtgemeinde Sachsenhagen i den nordlige del af Landkreis Schaumburg. Denne landkreis ligger i delstaten Niedersachsen.

## Geografi
I kommunen ligger, ud over Auhagen, landsbyen Düdinghausen der indtil 1974 var en selvstændig kommune . Mittellandkanalen krydser kommunen, ligesom Sachsenhäger Aue løber igennem og forener sig med Rodenberger Aue lige øst for kommunegrænsen. Auhagen er beliggende lige syd for Naturpark Steinhuder Meer.